# آب‌میوه

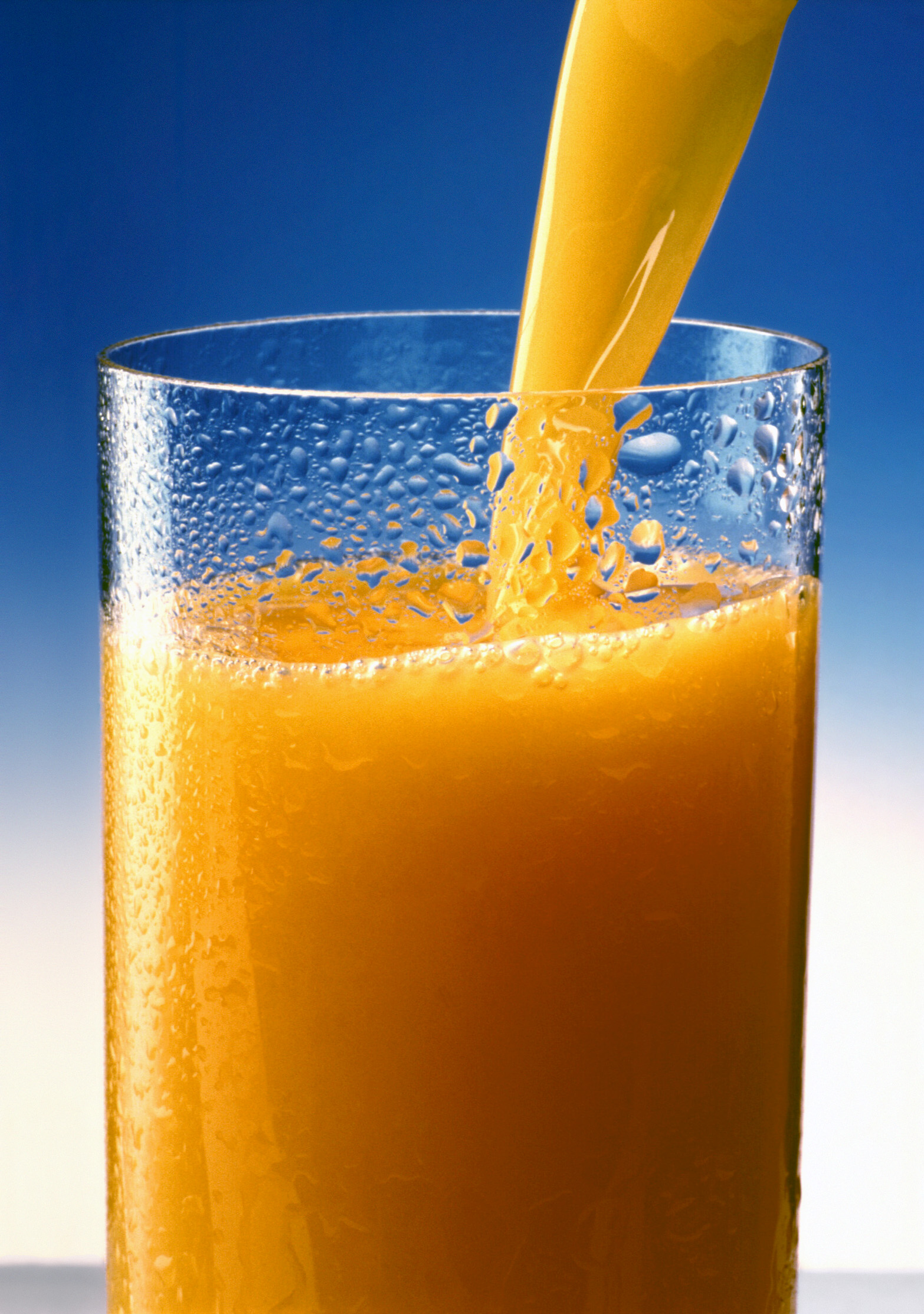
آب پرتقال

آب‌میوه مایعی است که به‌طور طبیعی از میوه یا سبزیجات تهیه می‌شود.
آب‌میوهٔ تازه از فشردن میوه و سبزیجات یا خیساندن آن بدون استفاده از حرارت یا حلال تهیه می‌شود. مثلاً آب پرتقال از عصاره پرتقال تهیه می‌شود. آب‌میوه را می‌توان در منزل از میوه و سبزیجات تازه با کمک دستگاه‌های آب‌میوه‌گیری دستی یا الکتریکی تهیه کرد.
در آب‌میوه‌هایی که در بازار عرضه می‌شوند، معمولاً فیبر یا تفاله میوه، از آب آن جدا شده؛ هرچند آب پرتقال تازه همراه با تفالهٔ آن نیز در بازار عرضه می‌شود. آب‌میوه گاهی به صورت غلیظ‌شده، گاهی به صورت منجمد عرضه می‌شود که در این صورت مصرف‌کننده باید مقداری آب، به آب‌میوهٔ غلیظ‌شده بیفزاید تا غلظت طبیعی خود را بازیابد.
پر مصرف‌ترین انواع آب‌میوه؛ آب سیب، پرتقال، گریپ فروت، آناناس، گوجه فرنگی، انبه، هویج، انگور را شامل می‌شود.

## فواید آب‌میوه
آب‌میوه غالباً برای حفظ سلامتی مصرف می‌شود. مثلاً آب پرتقال حاوی ویتامین ث بیشتری است یا آب آلو در هضم غذا کمک می‌کند. مصرف آب‌میوه اخیراً در بسیاری از کشورها افزایش یافته‌است. زیرا آب‌میوه به عنوان منبع طبیعی در بهبود سلامتی محسوب می‌شود و همچنین در مقایسه با گذشته مردم به بالا بردن میزان سلامتی شان اهمیت بیشتری می‌دهند.
مصرف زیاد آب‌میوه می‌تواند باعث بالا رفتن قند و ابتلا به دیابت شود؛ و باعث افزایش وزن نیز گردد.